# Дабл-Спрінг (Невада)
Дабл-Спрінг (англ. Double Spring) — переписна місцевість (CDP) в США, в окрузі Дуглас штату Невада. Населення — 180 осіб (2020).

## Географія
Дабл-Спрінг розташований за координатами 38°46′44″ пн. ш. 119°36′55″ зх. д. / 38.77889° пн. ш. 119.61528° зх. д. (38.778770, -119.615404).  За даними Бюро перепису населення США в 2010 році переписна місцевість мала площу 22,70 км², уся площа — суходіл.

## Демографія
Згідно з переписом 2010 року, у переписній місцевості мешкало 158 осіб у 64 домогосподарствах у складі 53 родин. Густота населення становила 7 осіб/км².  Було 71 помешкання (3/км²).
Расовий склад населення:
| - 93,0 % — білих - 1,9 % — корінних американців - 3,2 % — осіб інших рас |

До двох чи більше рас належало 1,9 %. Частка іспаномовних становила 1,3 % від усіх жителів.
За віковим діапазоном населення розподілялося таким чином: 12,7 % — особи молодші 18 років, 70,8 % — особи у віці 18—64 років, 16,5 % — особи у віці 65 років та старші. Медіана віку мешканця становила 52,2 року. На 100 осіб жіночої статі у переписній місцевості припадало 100,0 чоловіків;  на 100 жінок у віці від 18 років та старших — 109,1 чоловіків також старших 18 років.
Середній дохід на одне домашнє господарство  становив 82 600 доларів США (медіана — 92 578), а середній дохід на одну сім'ю — 90 850 доларів (медіана — 93 281). За межею бідності перебувало 0,6 % осіб, у тому числі 0,0 % дітей у віці до 18 років та 0,0 % осіб у віці 65 років та старших.
Цивільне працевлаштоване населення становило 74 особи. Основні галузі зайнятості: транспорт — 29,7 %, освіта, охорона здоров'я та соціальна допомога — 21,6 %, виробництво — 17,6 %.